# Медицинская капсула

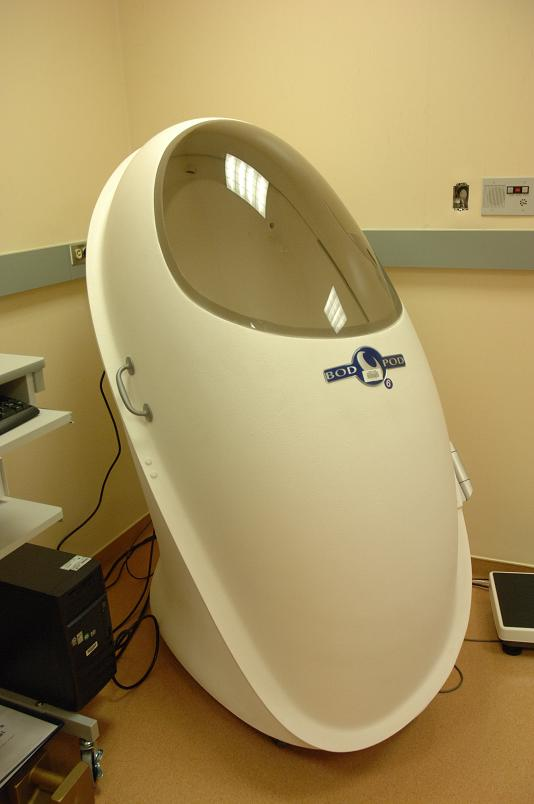
Состав тела в Национальный институт диабета, болезней органов пищеварения и почек

Медицинская капсула (англ. medical capsule; англ. Med Bed; также «капсула биозащиты») — мобильное или стационарное медицинское устройство (оборудование), обычно представляет собой специальную «медицинскую кровать» с герметичным гибким или жёстким чехлом для полной изоляции пациента от внешнего мира с целью недопущения распространения заболевания или распространения инфекции как для самого пациента, так и для его окружения.
Также медицинская капсула используется для проведения медицинского мониторинга, срочных медицинских процедур и биозащиты человека или какого-либо живого существа (животного) с целью временного сохранения жизнедеятельности во время доставки в полноценное медицинское учреждение (госпиталь) или для экстренного спасения жизни в контролируемых условиях, например, на поле боя, на какой-либо станции или платформе: нефтяная платформа в океане, космическая станция и т. д.

## Виды и описание

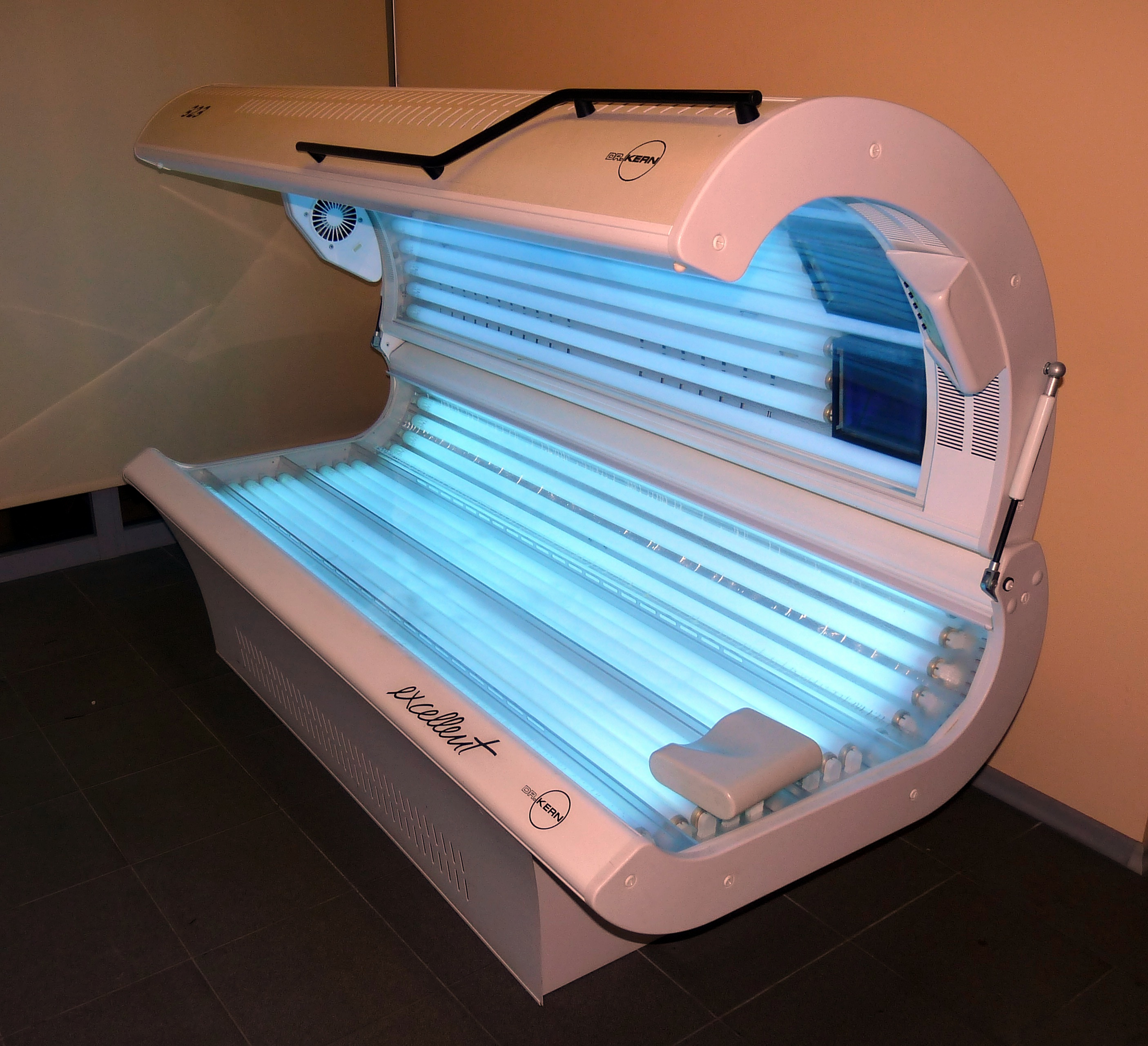
Медицинская капсула (кровать) для солярия

По словам Джареда Рэнда (англ. Jared Rand) медицинские капсулы (медицинские кровати) делятся на три (гипотетических) типа:
1. голографическая медицинская кровать;
2. регенеративная медицинская кровать, регенерирующая ткани и части тела;
3. медицинская кровать для повторного пересобрания атомов.

Медицинские капсулы могут быть передвижными (самоходными), стационарными (многотонными установками в больших залах), мобильными (переносными).
Могут использоваться в медицинских целях и общих оздоровительных, терапевтические эффекты такие как: общая термотерапия, вибротерапия, термовибротерапия, локальная термотерапия, оксигенотерапия, оксигипертермия, хромотерапия, ароматерапия, музыкотерапия и комбинированное воздействие. Могут использоваться в аддиктивной медицине при комплексной реабилитации пациентов в наркологических учреждениях. Применяются капсулы при следующих видах лечения: грязелечение. Медицинская капсула также способна проводить лапароскопические операции (см. также Холецистэктомия). Президент США Дональд Трамп заявил 14 июня 2020 года, что «в течение года или около того почти все больничные процедуры будут устаревшими».
Кувез — биокамера-инкубатор для выхаживания новорождённого (младенца) дитя человека или небольших размеров животного, или растения.
Bod Pod в отделе метаболических клинических исследований Национального института диабета, болезней органов пищеварения и почек, используется для измерения объёма всего тела, а также для определения мышечной и жировой массы участника (см. Сухая масса тела). В этом тесте участники сидят внутри капсулы, а компьютеризированные датчики давления определяют количество воздуха, вытесняемого их телом.

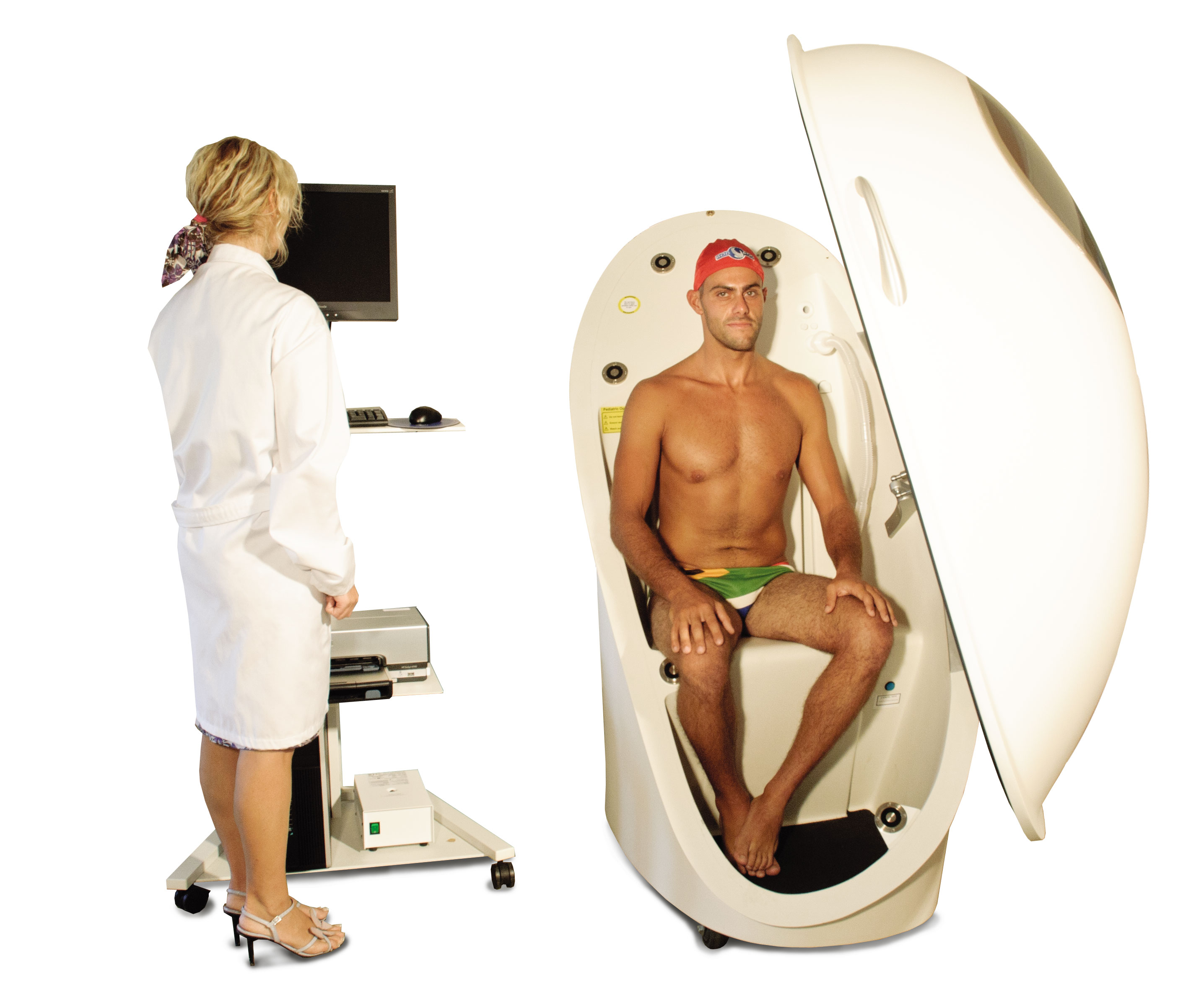
Измерение состава тела у взрослых с помощью метода плетизмографии с вытеснением воздуха компанией COSMED

Медицинская капсула, например Power nap, используется для сна, также существуют Спа-капсулы для спа-процедур, капсулы для солярия и другие разновидности медицинских капсул.

### Военное применение
Современные медицинские капсулы представляют собой многофункциональные робототехнические средства, используемые специальным мобильным медицинским отрядом в полевых условиях для эвакуации раненых солдат с поля боя, а также для доставки в госпиталь для скорой медицинской помощи пострадавших из завалов и труднодоступных участков местности.
На Международном форуме «Армия-2017» военные медики в ходе проведения круглого стола «Медицинская робототехника в ВВС РФ: актуальные вопросы разработки и применения» представили регистратор жизнедеятельности с дистанционным контролем функционального состояния организма солдата. Аналогичные регистраторы здоровья военнослужащих являются неотъемлемой частью мобильной медицинской капсулы для экстренного спасения жизни солдата.

### Гражданское применение
В 2018 году широкой публике был представлен проект спасательного шаттла англ. Median AMB Expressway Ambulance System для использования экстренного спасения жизни городских жителей в условиях плотной городской застройки, при которой быстро добраться до пострадавшего и отвезти в его в больницу представляется сложной задачей, особенно в час-пик городского движения и высокой загруженности автодорог. Проект был разработан группой независимых промышленных дизайнеров и получил престижную награду RedDot Concept Design Award. Спасательная медицинская капсула предположительно заменит полностью или частично (на некоторый участок пути) полноценный медицинский реанимобиль. Задача данной капсулы не спасти жизнь, а поддержать жизненные функции пострадавшего, на её борту отсутствует медицинское оборудование, имеются только необходимые медицинские приборы для контроля жизнедеятельности пациента и набор препаратов и средств для экстренной неотложной медицинской помощи.
3 марта 2020 года в медицинском центре Nautica в Таллинне медицинский концерн Confido представил первую в Северных странах цифровую клинику, представляющую собой автоматическую стационарную медицинскую капсулу, в которой для пациентов проводятся различные медицинские обследования, а также удалённый (дистанционно) медицинский осмотр.

### Особое применение
Идея в создании технологичной транспортной капсулы возникла ещё во время эпидемии лихорадки Эбола в Сьерра-Леоне, Западная Африка, в 2014—2016 годах, после заражения одного из норвежских врачей, которого срочно потребовалось отправить на родину. После этого случая инженеры при университетской клиники в Осло, Норвегия, создали прозрачную медицинскую капсулу со всеми необходимыми медицинскими приборами для отслеживания здоровья помещённого в неё человека, не подвергая угрозе здоровья всего медицинского персонала.
В 2019—2022 годах при объявлении чрезвычайной ситуации в ряде городов разных стран во время пандемии COVID-19 медицинские капсулы широко использовались в некоторых странах в качестве «капсул биозащиты» для предотвращения распространения коронавирусной инфекции от заражённых пациентов. Берлинский арт-коллектив Plastique Fantastique разработал переносную медицинскую капсулу для врачей, чтобы те могли без риска заражения тестировать и лечить пациентов с коронавирусной инфекцией.

## В СМИ, искусстве

### В художественных фильмах
Медицинская капсула широко представлена во многих фантастических романах и фильмах, часто такая капсула используется для гибернации и является неотъемлемой частью почти любого фантастического произведения. Так, например, спасательная капсула показана в фильмах:
- «Пассажиры» (2016) — главный герой инженер-механик Джим Престон предлагает пассажирке, писательнице Авроре Лейн, поместить её в медицинскую капсулу, чтобы она, погрузившись в гибернацию (искусственный продолжительный сон), смогла долететь до планеты, обозначенной как «Обитель II». Перед этим она спасает Джиму жизнь, поместив его в эту капсулу[15]
- «Звёздные войны» — Император Галактики Палпатин на борту своего шаттла типа «Тета» держал медицинскую капсулу PMC-210, она использовалась для транспортировки тяжело раненного Дарта Вейдера из лавовых полей на вулканической планете Мустафар в Центр реконструктивной хирургии Императора Палпатина для срочной медицинской помощи.
- «Элизиум — рай не на Земле» (2013) — главный герой Макс получил сильное облучение на заводе, где он работал, после чего он стремится на околоземную космическую станцию Элизиум, на которой есть спасательная медицинская капсула, способная исправить его поломанную ДНК.
- «Прометей» (2012) — показан паулинковский модуль, вид медицинской капсулы, на космическом корабле Прометей, летящем на инопланетную Луну LV-223 в поисках Создателя жизни на Земле[16].
- «Кислород» (2021) — молодая женщина приходит в себя в закрытой сломанной медицинской криокапсуле на борту космического корабля, но она не помнит ни своего имени, ни то, как она здесь оказалась. Кислород в медицинской капсуле заканчивается, она выясняет где находится и ей срочно приходится погрузить саму себя в криосон, чтоб остаться в живых.
- «Живое» (2017) — в медицинской минибиокамере-инкубаторе выращивают инопланетный организм в привычных ему неземных условиях на орбитальной станции, которые немного подрос и научился новым навыкам выживания, начав убивать космонавтов на борту.

На космических станциях, расположенных как в открытом космосе, так и на поверхности какого-либо космического тела (планеты, астероида и т. д.), медицинские капсулы установлены обычно в специализированных медицинских отсеках.
Чаще всего описывается и демонстрируется в фильмах в горизонтальном исполнении, когда человек находится в горизонтальном положении лёжа или под небольшим углом, в космических станциях для сохранения места иногда изображается в вертикальном исполнении или с очень большим углом, близким к вертикальному положению. Как правило, вертикальные капсулы заполняются специальной вязкой питательной жидкостью. Примеры: бакта-камера — вымышленное устройство из вселенной «Звёздных войн».